# خب المنسي
يقع شرق البصر مباشرة وتابع له وهو بين البصر والنخلات. أول من ابتدأ عمارتها علي آل مقبل عام 1227هـ انتقل إليها من البصر هو وأبناءه. وآل مقبل أسرة علمية منهم الشيخين سليمان بن علي بن مقبل قاضي بريدة توفي عام 1305هـ. وابن أخيه الشيخ محمد بن مقبل قاضي البكيرية توفي عام 1368هـ.